# Roman (imię)
Roman (łac. Rōmānus – „rzymski”, „Rzymianin”) – imię męskie pochodzenia łacińskiego.
Roman imieniny obchodzi: 28 lutego, 29 lutego, 21 kwietnia, 22 maja, 9 sierpnia, 6 października, 23 października, 18 listopada i 24 listopada.]
Wedle danych PESEL według stanu na 19 stycznia 2024 roku imię to nosi w Polsce 174 905 mężczyzn.
Żeński odpowiednik: Romana.

## Osoby
Święci i błogosławieni
- Roman Jurajski – opat
- Roman z Nepi – męczennik
- Roman Melodos – diakon
- Roman Sitko – męczennik z KL Auschwitz, rektor WSD w Tarnowie
- Roman Adame Rosales – święty Kościoła katolickiego, działający na terenie diecezji guadalajarskiej prezbiter, męczennik, ofiara prześladowań antykatolickich zapoczątkowanych w okresie rewolucji meksykańskiej

Pozostali
- Roman – papież
- Roman Abramowicz – rosyjski przedsiębiorca
- Roman Andrzejewski – biskup, krajowy duszpasterz rolników
- Roman Bartoszcze – polityk
- Roman Bierła – zapaśnik, medalista olimpijski
- Roman Bratny – pisarz
- Roman Brandstaetter – pisarz
- Roman Czejarek – dziennikarz radiowy
- Roman Czepe – polityk
- Roman Dmowski – polityk
- Roman Fonfara – hokeista
- Roman Gancarczyk – aktor
- Roman Giertych – polityk
- Roman Graczyk – dziennikarz
- Roman Halicki – książę Nowogrodu Wielkiego
- Roman Herzog – polityk niemiecki
- Roman Ingarden – filozof
- Roman Jagieliński – polityk
- Roman Jakobson – językoznawca
- Roman Jaworski – dramaturg, publicysta
- Roman Kluska – biznesmen
- Roman Kłosowski – aktor
- Roman Kołtoń – komentator sportowy
- Roman Kosecki – piłkarz
- Roman Kostrzewski – wokalista
- Roman Koudelka – czeski skoczek narciarski
- Roman Laskowski – językoznawca
- Roman Michałowski – malarz
- Roman Michałowski – historyk
- Roman Nowak – polityk
- Roman Paszko – oficer
- Roman Paszkowski – generał lotnictwa
- Roman Pisarski – pisarz, autor książek
- Roman Polański – aktor i reżyser
- Roman Polko – wojskowy
- Romano Prodi – były premier Włoch
- Romain Rolland – pisarz
- Roman Rybarski – polityk
- Romano Scarpa – włoski rysownik
- Romek Strzałkowski – bohater Poznańskiego Czerwca 1956
- Roman Szczęsny – geograf
- Roman Szołtysek – aktor
- Roman Śliwonik – poeta
- Roman Vetulani – profesor gimnazjalny
- Roman Wilhelmi – aktor
- Roman Wójcicki – piłkarz
- Roman Zając – biblista
- Roman Zakrzewski – malarz
- Roman Załuski – reżyser
- Roman Załuski – hrabia
- Roman Zmorski – pisarz
- Roman Żurek – artysta kabaretowy